# Personaggi di Boruto

Questa è una lista dei personaggi di Boruto manga composto da due serie diverse: Boruto: Naruto Next Generations  e "Boruto: Two Blue Vortex". Gli stessi compaiono anche nella serie televisiva anime e in tutti i media derivati. In questo elenco trovano posto i personaggi introdotti per la prima volta nelle due serie, mentre per i personaggi di quest'opera già introdotti nel manga Naruto, consultare Personaggi di Naruto. 

Boruto nella sigla d'apertura dell'anime

## Personaggi principali
Boruto Uzumaki (うずまきボルト?, Uzumaki Boruto)
Doppiato da: Yūko Sanpei (ed. giapponese), Sebastiano Tamburrini (ed.italiana)
È il figlio di Naruto Uzumaki e Hinata Hyuga, nato qualche anno dopo la fine della Quarta Grande Guerra Ninja (第四次忍界大戦?, Daiyoji Ninkai Taisen). Al contrario del padre odia gli hokage e il suo sogno è di diventare un ninja più capace di loro. Sebbene sia intelligente e abbia un grande talento come ninja, tende a non amare il duro lavoro e l'allenamento costante e preferisce prendere la via più facile. Come il padre, Boruto è abile nella tecnica della moltiplicazione del corpo e sa utilizzare il Rasengan (螺旋丸? lett. "Sfera Spiraleggiante"), che nel suo caso assume un'alterazione della forma unica, ossia può essere lanciato per poi scomparire prima di colpire il bersaglio. Dopo aver fatto sporadiche apparizioni nell'ultimo capitolo del manga Naruto, Naruto Extra: Il Settimo Hokage e il Marzo Rosso (ＮＡＲＵＴＯ―ナルト― 外伝 ～七代目火影と緋色の花つ月～?, Naruto Gaiden: Nanadaime Hokage to hanairo no hanatsuzuki) e nel one-shot dedicato alla cerimonia di Naruto per divenire Hokage, Boruto chiede a Sasuke Uchiha, rivale del padre, di diventarne l'allievo. Pensando di non essere abbastanza abile, però, cade nel tranello dello scienziato Katasuke, accettando di utilizzare il suo macchinario ninja nell'esame dei chunin, cosa proibita dal padre, per stupire quest'ultimo. Mentre Naruto, deluso, lo sta squalificando, Momoshiki e Kinshiki attaccano lo stadio e rapiscono l'Hokage. Per salvarlo assieme a Sasuke e ai quattro kage rimanenti, Boruto si dirige nella dimensione in cui i due si sono rifugiati. Qui dopo un lungo combattimento, il gruppo riesce a sconfiggere i suoi avversari e Boruto si riconcilia con il padre. Durante lo scontro, Boruto viene marchiato da Momoshiki con un "sigillo" nella mano destra noto come "Karma" (楔, Kāma). Boruto in seguito viene a sapere dell'esistenza di un gruppo noto come "Kara", e lui e il suo team incontrano un ex membro di nome Kawaki, con cui stringe amicizia. Durante una lotta contro un membro di Kara, Boro, il Karma di Boruto lo fa possedere da Momoshiki che cerca di impossessarsi del suo corpo. Quando Isshiki invade il villaggio, Boruto usa il Karma per mandarlo in un'altra dimensione dove lui, Kawaki, Naruto e Sasuke riescono a sconfiggerlo. Poco dopo, Momoshiki possiede di nuovo Boruto e cerca di uccidere Sasuke, riuscendo a distruggere il suo Rinnegan. Sasuke e Kawaki riescono a combattere Momoshiki finché il giovane ninja non si riprende. Ancora in conflitto con il fatto che gli Otsutsuki possano prendere il controllo dei loro corpi, Boruto e Kawaki decidono di indagare sull'agente di Kara Code per eliminare la loro maledizione. Kawaki scatena il proprio Karma per uccidere Boruto mentre è controllato da Momoshiki. Tuttavia, Momoshiki cura Boruto in modo che non venga cancellato definitivamente. Successivamente accetta la missione di tenere d'occhio Eida e Daemon. Quando scopre che Kawaki ha sigillato i suoi genitori, va ad affrontarlo, e salva Sarada dal suo attacco, perdendo l'occhio destro. Successivamente Kawaki fa in modo che Eida alteri i ricordi delle persone che non sono Otsutsuki e faccia loro credere che Kawaki sia il figlio dell'Hokage, mentre Boruto sia un traditore. Tuttavia, Boruto viene salvato da Sasuke che decide di prendersi cura di lui dopo aver dedotto la verità dei ricordi alterati grazie ad un confronto con Sarada. Boruto segue quindi un allenamento di tre anni per prepararsi al suo prossimo combattimento con Kawaki. Durante il salto temporale, Boruto e Sasuke vengono attaccati da Code, e Sasuke viene assorbito da un albero dopo che il suo chakra viene assorbito da uno dei cloni del decacoda di Code. Boruto incontra quindi l'ex membro dei Kara Koji Kashin, che lo avverte delle minacce future e lo aiuta nell'allenamento. A causa della sua vita da fuggitivo, la sua personalità è diventata calma e composta, simile a quella del suo maestro, Sasuke. Torna poi a Konoha per proteggere Sarada da Code, e viene contattato da Shikamaru, l'Ottavo Hokage in carica, che scopre la sua vera identità e viene informato  delle creature dell'Albero Divino, che procedono a invadere Konoha. Boruto rimane in contatto con Konoha poiché sia Kawaki che Mitsuki decidono di negoziare con lui, soprattutto per occuparsi delle nuove minacce.
Kawaki (カワキ?, Kawaki)
 Doppiato da: Yuma Uchida
È un ragazzo alto e slanciato con i capelli neri e biondi. Kawaki è un umano modificato con la tecnologia scientifica ninja. È un membro del Kara, e sembra essere la chiave per la realizzazione dello scopo dell'organizzazione. Da bambino Kawaki viveva con un padre violento che lo vendette a Jigen, che ne divenne il padre adottivo. Proprio come Boruto possiede il marchio Karma, che gli è stato trasmesso da Jigen in modo che potesse diventare il vessillo di Isshiki. Kawaki perderà il Karma in seguito alla resurrezione forzata di Isshiki in Jigen, ma in seguito Amado riapplica il Karma su di lui, che ora funzionava solo come arma con l'anima di Isshiki scomparsa, cosa che permette a Kawaki di accedere ai poteri di Isshiki. Per ragioni ancora da rivelare, Kawaki ha lasciato Kara e ha incontrato Boruto che lo porta al Villaggio della Foglia, dove inizia a vivere con la famiglia Uzumaki. Sviluppa un legame fraterno con Boruto e Himawari, per la quale arriva a sacrificare il suo braccio destro, e una profonda devozione per Naruto, grazie a tutto ciò che ha fatto per lui, e si nota che in un certo senso potrebbe anche essere un sintomo di una malattia mentale da parte di Kawaki, che è presa abbastanza sul serio dagli altri personaggi, perché tiene così tanto alla sopravvivenza di Naruto, che il suo benessere generale e la sua volontà sono di secondaria importanza. Tutto questo di manifesta quando Kawaki invia Naruto e Hinata in un'altra dimensione, per evitare che interferiscano nel suo obiettivo di uccidere tutti gli Otsutsuki, un elenco che ora include Boruto, posseduto da Momoshiki, sapendo che non lo accetterebbero mai. Dopo che Kawaki esaurisce il chakra a causa della fuga dai ninja di Konoha, incontra Eida, rivelandogli che desidera che il vessillo di Momoshiki sia un completo estraneo, non qualcuno a cui la gente si interessa come Boruto. A questo punto scatta il potere di Eida, che riscrive i ricordi di ogni persona del mondo, salvo un paio di eccezioni, e fa pensare a tutti che Kawaki sia il vero figlio di Naruto, e Boruto lo straniero che ha tradito chi è stato gentile a lui. Anche dopo che è fuggito dal villaggio, Kawaki giura di ucciderlo finché sarà un Otsutsuki. Nella seconda parte, dopo aver appreso che Amado aveva limitato i suoi poteri con un limitatore, ha stretto nuovamente un rapporto di cooperazione con Boruto per sconfiggere gli alberi divini.
Sarada Uchiha (うちはサラダ?, Uchiha Sarada)
Doppiata da: Kokoro Kikuchi, (ed. giapponese), Giulia Bersani (ed.italiana)
È la figlia di Sasuke Uchiha e Sakura Haruno, coetanea di Boruto. Porta i capelli neri a caschetto con una frangia e ha gli occhiali. Ha ereditato la personalità seria e volitiva della madre, ma ha anche il lato freddo e cauto del padre. La prima apparizione è nel capitolo 700 di Naruto, dove segue Boruto durante il suo scherzo. Successivamente è uno dei personaggi principali di Naruto gaiden, nella quale va alla ricerca del padre per scoprire la verità sulle sue origini. Poiché cresciuta senza una figura paterna, Sarada passa la sua infanzia a cercare di capire chi realmente sia e di cosa sia in grado di fare. Quando Sarada domanda al padre se i suoi sentimenti sono davvero legati a quelli di Sakura, Sasuke le dice che è lei la prova del loro legame e del loro amore. In Sarada nasce così il desiderio di diventare Hokage. Nella serie forma una squadra con Boruto e Mitsuki. Sarada è in grado di usare una potenza pari a quella di Sakura e può attivare lo Sharingan (写輪眼?), risvegliato nella miniserie sopra citata a causa dello stress emotivo causato dal voler incontrare il padre. Sarada condivide una relazione complicata con Boruto. I due sono spesso in disaccordo tra loro, ma nonostante questo, i due sono molto legati e sostengono i loro sogni, e Sarada ha apertamente espresso di vedere Boruto come qualcuno molto vicino a lei. È fortemente implicito che Sarada abbia una cotta per lui e che i suoi attriti nascano dal desiderio di tenerlo lontano dai guai. Quando Eida utilizza i suoi poteri per a far credere agli abitanti della Foglia che Kawaki sia il figlio di Naruto e Hinata mentre Boruto sia il figlio adottivo che ha ucciso Naruto, Sarada, unica insieme a Sumire a non essere colpita dalla tecnica, riesce ad attivare lo Sharigan Ipnotico e a convincere suo padre ad aiutare Boruto. Nella seconda parte, anche dopo tre anni, non è ancora influenzata dall'alterazione dei ricordi e condivide segretamente delle informazioni con Sumire. È sorpresa nel vedere Boruto al suo ritorno al villaggio, tanto da abbracciarlo calorosamente. Durante la missione contro gli Alberi Divini al Villaggio della Sabbia, Yodo si rende conto che Sarada tiene molto a Boruto e che nasconde un grande potere, che intende usare per proteggere una persona a lei cara. In questa circostanza, Sarada attiva per prima volta il suo Sharingan Ipnotico, rivelando di possedere una potente tecnica chiamata Ōhirume (大日孁オオヒルメ?), con cui crea delle sfere in grado di controllare la forza gravitazionale. Una volta che un bersaglio viene attratto a contatto con una sfera, l'attrazione gravitazionale viene amplificata fino a implodere, annientando istantaneamente il bersaglio.
Mitsuki (ミツキ?,  Mitsuki)
Doppiato da: Ryùichi Kijima (ed. giapponese), Ezio Vivolo (ed.italiana)
È il figlio di Orochimaru; in realtà nel capitolo speciale Naruto gaiden si scopre essere l'ennesimo esperimento del ninja per la creazione di esseri umani sintetici. Si ribella al padre decidendo di scegliere da sé la propria strada e si trasferisce al Villaggio della Foglia (木ノ葉隠れの里?, Konohagakure no Sato, Villaggio nascosto della Foglia) dove stringe amicizia con Boruto, facendo poi parte della sua squadra assieme a Sarada. Assieme ai compagni si iscrive all'esame dei chunin. Nutre una profonda venerazione per Boruto, che vede come il suo "sole". Poiché Eida riscrive i suoi ricordi (e quelli di quasi tutti gli altri), finisce per credere che Kawaki sia il suo sole, mentre Boruto è un traditore. L'atteggiamento duro di Kawaki e il suo continuo disprezzo nei suoi confronti tuttavia portano Mitsuki a chiedersi se lui sia davvero suo amico, specie dopo aver combattuto contro Boruto. Tra le sue abilità rientra la capacità di allungare gli arti a piacimento, l'evocazione di serpenti e la possibilità di attivare la Modalità Eremitica (仙人モード?, Sennin Mōdo), ma inizialmente il suo corpo non riesce a sopportarla se la usa a piena potenza e per questo Orochimaru ne ha limitato l'uso per evitare di causare problemi. Tuttavia, poiché è un essere artificiale, è in grado di sottoporsi a cure rigenerative anche se perde un arto o un organo, quindi non ha paura di sacrificare il proprio corpo in battaglia, se necessario.

## Villaggio della Foglia
Himawari Uzumaki (うずまきヒマワリ?, Uzumaki Himawari)
Doppiata da: Saori Hayami ed. giapponese), Veronica Cuscusa (ed.italiana)
È la figlia minore di Naruto e Hinata, apparsa per la prima volta nel capitolo 700 di Naruto assieme alla madre mentre si trovano sulla tomba di Neji Hyuga. Fisicamente è più simile alla madre, con capelli violacei e occhi azzurri, ma possiede i segni a forma di baffi sulle guance come il fratello. Come sua madre, Himawari è gentile e di buon cuore ed è affezionata a suo fratello Boruto, ma può anche manifestare un carattere forte come la sua defunta nonna paterna Kushina, capace di terrorizzare Boruto se viene spinta troppo in là. Himawari è in grado di utilizzare il Byakugan (白眼? lett. "Occhio Bianco"), risvegliato durante un litigio con il fratello nel one-shot dell'elezione a Hokage di Naruto. Durante gli eventi del manga, in seguito al salto temporale, si scopre che Himawari è diventata la Forza Portante di Kurama dopo che quest'ultimo si è sacrificato nella lotta contro Isshiki e si è successivamente reincarnato dentro di lei. Himawari rivela il suo status mentre combatte contro Jura, il leader degli alberi divini senzienti, che ha percepito Kurama dentro di lei. Kurama suppone che i semi del suo chakra siano stati attratti da Himawari a causa della sua discendenza da due forti linee di sangue discendenti  dall'Eremita dei Sei Sentieri, o perché ha ereditato parte del suo chakra. La compatibilità di Himawari con Kurama supera di gran lunga quella dei suoi predecessori, consentendole di attingere a un potere ancora maggiore. Dopo aver risvegliato tale potere infatti, Himawari sviluppa grandi capacità combattive e poteri curativi che vanno oltre la guarigione potenziata di cui una Forza Portante dovrebbe essere capace, paragonabile a quella degli stessi Cercoteri. Nonostante sia affetta dall'alterazione della memoria causata da "Onnipotenza", è ancora legata a Boruto (che vede come Kawaki) e non crede che sia il responsabile della scomparsa dei suoi genitori.
Shikadai Nara (奈良シカダイ?, Nara Shikadai)
Doppiato da: Kenshō Ono (ed. giapponese), Andrea Rotolo (ed.italiana)
È il figlio di Shikamaru Nara e Temari, comparso per la prima volta nel capitolo 700 di Naruto. Come Shikamaru, ha una personalità pigra e non riesce a tenere testa alla madre, Temari. Nonostante sia infastidito dal carattere del suo amico d'infanzia Boruto, è comunque preoccupato per lui. Fa parte del team capitanato da Moegi assieme a Chocho Akimichi e Inojin Yamanaka e nell'esame dei chunin sconfigge il ninja Yodo prima di confrontarsi con Boruto e vincere per squalifica dell'avversario che aveva barato. Shikadai è molto simile a suo padre Shikamaru, poiché entrambi trovano noiose tutte le attività. È in grado di utilizzare la Tecnica del Controllo dell'Ombra (影真似の術?, Kage Mane no Jutsu) tipico del suo clan e la tecnica del Vento della madre.
Inojin Yamanaka (山中いのじん?, Yamanaka Inojin)
Doppiato da: Atsushi Abe (ed. giapponese), Simone Lupinacci (ed.italiana)
È il figlio di Ino Yamanaka e Sai. Ha gli occhi azzurri e i capelli biondi proprio come sua madre e la stessa pelle completamente bianca come suo padre Sai. Porta i capelli raccolti in una piccola coda di cavallo ed indossa un completo nero che assomiglia a quello portato dagli Anbu. Inojin è un ragazzo piuttosto obbediente e il più ragionevole della nuova generazione della Formazione Ino-Shika-Cho. Nella seconda parte, accompagna Himawari nel suo allenamento insieme ai suoi compagni. Successivamente affronta Jura, che ha preso di mira Himawari e, questi infligge a Inojin gravi ferite che lo lasciano sull'orlo della morte. Tuttavia, questo incidente serve da catalizzatore per il risveglio di Himawari, che cura la sua ferita e gli salva la vita.
Chocho Akimichi (秋道チョウチョウ?, Akimichi Chōchō)
Doppiata da: Ryōko Shiraishi
È la figlia di Choji Akimichi e Karui del Villaggio della Nuvola (雲隠れの里?, Kumogakure no Sato, Villaggio nascosto della Nuvola). Al contrario del padre non è infastidita dal sentirsi chiamare "cicciona", anzi ne è totalmente disinteressata. Come da tradizione fa parte della formazione Ino-Shika-Cho assieme a Inojin Yamanaka e Shikadai Nara. Compare la prima volta nel capitolo 700 di Naruto; in Naruto gaiden parte con Sarada in cerca del suo vero padre. La sua particolare tecnica di utilizzo massimo del chakra genera due ali a forma di farfalla, ma lo sforzo la fa diventare per qualche tempo magra.
Sumire Kakei (筧 スミレ?, Kakehi Sumire)
Doppiata da: Aya Endō
È la rappresentante di classe durante il periodo di Boruto presso l'accademia, ed è amica intima di Sarada e Chocho. Sumire ha ereditato un segno di maledizione ideato da suo padre, un ex membro della Radice di nome Tanuki Shigaraki, basata su Kaguya Otsutsuki che le consente di evocare una creatura artificiale chiamata Nue. Nel primo arco dell'anime, rimasta orfana a causa dell'ostracizzazione degli ex membri della Radice durante il tentativo di reinserimento nella società, Sumire credeva di voler continuare il lavoro di suo padre per vendicarsi della Foglia. Ma Boruto la convince a lasciar andare il suo passato e a trovare la sua strada. Sumire successivamente si diploma e diventa membro di una squadra di kunoichi sotto Hanabi Hyuga con Wasabi Izuno e Namida Suzumeno come compagne di squadra, guadagnando anche un posto nella squadra di armi scientifiche Ninja. Ha una cotta per Boruto. Dopo la battaglia con Isshiki, si offre volontaria come assistente di Amado, che si è rifugiato nel villaggio, ma ha la sensazione che qualcosa non vada nel comportamento di Amado e inizia a sospettare della sua vera identità. Dopo che Eida utilizza i suoi poteri per a far credere agli abitanti della Foglia che Kawaki sia il figlio di Naruto e Hinata mentre Boruto sia il figlio adottivo che ha ucciso Naruto, Sumire, unica insieme a Sarada a non essere colpita dalla tecnica, capisce cosa è successo e riferisce la situazione a Sarada. Nella seconda parte, anche dopo tre anni, non è ancora influenzata dall'"Onnipotenza" e condivide segretamente informazioni con Sarada. Tuttavia, quando vede Sarada abbracciare calorosamente Boruto dopo il suo ritorno al villaggio, inizia a provare sentimenti contrastanti e questo porta ad una frattura tra loro.

## Clan Otsutsuki
Il Clan Otsutsuki (大筒木一族? Ōtsutsuki Ichizoku) è un clan originario di un altro pianeta che è stato coinvolto negli affari dell'umanità sin dall'alba dell'Età dei Ninja. I membri di questo clan hanno un'anatomia particolare, come le corna e la pelle grigio chiaro. Sembrano anche adattati a vivere in ambienti altrimenti inospitali, come la Luna o pianeti aridi. Hanno trascorso secoli alla ricerca di mondi in cui coltivare gli Alberi Divini (神樹, Shinju), piante  che prosciugano le risorse di un mondo per produrre frutto di chakra (チャクラの実, Chakura no Mi), che usano per prolungare la propria vita riducendo il pianeta a un mondo morto prima di cercare un altro mondo per piantare lì un nuovo albero. La sconfitta e la prigionia di Kaguya hanno attirato l'attenzione di altri Otsutsuki, che ora stanno scendendo nel mondo con l'intenzione di fare ciò che lei non ha potuto fare. Diversi clan che abitano sulla Terra discendono dal Clan Otsutsuki e hanno ereditato parte delle loro abilità, fra questi ci sono: il Clan Hyuga, il Clan Senju, il Clan Uzumaki e il Clan Uchiha.
- Momoshiki Ōtsutsuki (大筒木モモシキ?, Ōtsutsuki Momoshiki): È il principale antagonista nel film Boruto: Naruto the Movie e della prima parte del manga Boruto: Naruto Next Generations, discendente del Clan Otsutsuki e uno dei pericoli per cui Kaguya aveva creato l'esercito di Zetsu bianchi. Possiede il Byakugan e il rinnegan posto sul palmo delle mani e con il quale assorbe il chakra del nemico per trasformarlo in pillole che gli conferiscono nuovi poteri. Pare provenire da un pianeta lontano, lo stesso da cui viene Kaguya. Assieme al suo servitore Kinshiki, si è visto sconfiggere Killer Bee prima di andare a caccia di Naruto e della Volpe a Nove Code. Attacca lo stadio dove si sta tenendo l'esame dei chunin e rapisce Naruto per portarlo in una diversa dimensione dove cerca di estrarre Kurama. Tuttavia l'intervento dei Kage, di Sasuke e di Boruto glielo impedisce; una volta messo alle strette trasforma il suo servitore in un frutto per cibarsene e aumentare enormemente i suoi poteri. Nonostante questo, viene comunque sconfitto da Naruto e Sasuke ed eliminato da un Rasengan di Boruto potenziato dal padre. Durante il combattimento, riuscì a imporre un karma su Boruto prima di essere sconfitto, attraverso il quale può reincarnarsi in Boruto. Se infatti Boruto usa il karma per troppo tempo, Momoshiki può controllare il suo corpo, la stessa cosa accade anche quando Boruto è a corto di chakra e perde conoscenza. Quando Boruto viene mortalmente ferito da Kawaki, Momoshiki usa il Karma incompleto per riparare la ferita di Boruto e riportarlo in vita, sacrificando la sua capacità di reincarnarsi ma assicurandosi che la sua anima non sarebbe stata distrutta a causa della sua morte. È doppiato da Daisuke Namikawa (ed.giapponese) e da Andrea Colombo Giardinelli (ed.italiana).

- Kinshiki Ōtsutsuki (大筒木キンシキ?, Ōtsutsuki Kinshiki): È il servitore di Momoshiki. Quando i Kage, Boruto e Sasuke giungono nella dimensione in cui i due Ōtsutsuki si sono rifugiati per estrarre Kurama da Naruto combatte con Kurotsuchi e Chojuro. Una volta intrappolato però viene trasformato da Momoshiki in un frutto e mangiato per aumentare il suo potere. A differenza di quanto accade nel film qui Kinshiki non si fa assorbire di sua spontanea volontà e la forma finale del suo signore è molto differente. È doppiato da Hiroki Yasumoto (ed.giapponese) e da Francesco Saverio De Angelis (ed.italiana).
- Isshiki Ōtsutsuki (大筒木イッシキ?, Ōtsutsuki Isshiki): È un membro del Clan Otsutsuki che si classificava sopra Kaguya nella gerarchia. Arrivò sulla Terra con lei e fu tradito da lei perché originariamente avrebbe dovuto essere mangiata dai Decacoda per far crescere un frutto del chakra. Nel suo stato mezzo morto, si rimpicciolisce e si impianta nel cervello di Jigen, controllandolo e mantenendolo in vita per diverse centinaia di anni, oltre a donargli il karma. Oltre al Byakugan nell'occhio sinistro, nell' occhio destro , ha un Kokugan simile all'apertura di una fotocamera. Usando le sembianze di Jigen, diventa il fondatore dell'organizzazione Kara per cercare un vessillo adatto, finendo per creare vessillo fallito in Code e uno di successo con Kawaki. Dopo che Naruto ha accolto Kawaki, Isshiki si potenzia prendendo il chakra da un Decacoda prigioniero e arriva alla Foglia. Naruto si rifiuta di rinunciare a Kawaki, quindi lo affronta con Sasuke. I due danno il massimo e spingono il corpo di Jigen al limite; ma alla fine Isshiki li batte entrambi, sigillando Naruto. Dopo che il Team 7 ha salvato Naruto, Isshiki viene attaccato da Koji, che uccide il corpo di Jigen e forza la rinascita di Isshiki nel suo corpo indebolito. Isshiki sconfigge Koji e arriva alla Foglia per impossessarsi di Kawaki, prima che il suo tempo possa scadere. Naruto e Sasuke arrivano per combatterlo, e Sasuke svela il suo piano, fatto con Boruto, poiché quest'ultimo usa il suo Karma per trasportare Isshiki in un'altra dimensione. Dopo aver tentato di rapire Boruto per usarlo per il suo piano, Naruto arriva e combatte alla pari con Isshiki. Con la durata della sua vita ridotta a cinque minuti, Isshiki quindi tenta di incidere un nuovo Karma su Kawaki, ma il marchio scompare pochi istanti dopo; mentre il corpo di Isshiki si sbriciola, Kawaki rivela di averlo ingannato usando una copia e calpesta i suoi resti, uccidendolo. Successivamente, l'anima di Isshiki affida a Code un Decacoda per continuare il suo lavoro. È doppiato da Kenjirō Tsuda.

## Kara
Kara (殻? lit. guscio) è un'organizzazione di ninja che funge da principale forza antagonista della prima parte del manga. Sono interessati a coloro collegati alle tecniche proibite, come Boruto, e cercano un "vessillo" per i loro obiettivi. La leadership di Kara è conosciuta come Inners (内 陣 イ ン ナ ー?,  Innā), ciascuno a capo di una particolare regione con un numero romano tatuato sui volti. Usano agenti dormiente noti come Outers (外 陣 ア ウ ト ー?, Autō) per servirli in vari modi. L'organizzazione ha accumulato una grande quantità di ricchezza e, al passo con i tempi, si avvale di attrezzi ninja scientifici per combattere i propri nemici.
- Jigen (ジ ゲ ン ?, Jigen): il leader di Kara che usa le illusioni per comunicare con gli altri membri e porta un tatuaggio IV sotto l'occhio sinistro. Possiede la capacità di conferire segni di Kama agli altri. È il contenitore di Isshiki Otsutsuki. A causa di Koji Kashin che utilizza un'evocazione inversa di fiamme naturali che portano Jigen a essere bruciato a morte, costringendo Isshiki a essere resuscitato attraverso Jigen. Può creare dei portali con la quale spostarsi anche in altre dimensioni. Possiede la capacità di rimpicciolire se stesso e gli oggetti, per poi riportarli alle dimensioni originali. Come utilizzatore del Karma, Jigen può assorbire i jutsu e rilasciarli a comando. È doppiato da Kenjirō Tsuda.
- Koji Kashin (果心 居士?,  Kashin Koji): una figura mascherata che ha assegnato il suo agente dormiente Ao il compito di recuperare Kawaki. Porta il tatuaggio II sulla maschera. È in realtà un clone di Jiraya creato da Amado. Si infiltra nel Villaggio della Foglia e osserva a lungo Kawaki a casa degli Uzumaki. È in grado di vedere il combattimento tra Jigen, Naruto e Sasuke e coglie il momento per un tentativo di omicidio, su ordine di Amado. Koji è stato infatti creato per uccidere Jigen ed è disposto a tutto per ottenere questa opportunità. A tale scopo, Amado gli impiantò i geni di Shibai Otsusuki nella speranza che potesse risvegliare una uno dei suoi poteri, ma solo quando venne quasi ucciso da Isshiki ottenne la capacità di vedere numerosi possibili futuri. Qualche tempo dopo che Boruto e Sasuke lasciarono il villaggio, Boruto ha incrociato Koji e ha stretto un'alleanza con lui per neutralizzare il Decacoda in possesso di Code prima che diventi una minaccia più grande di prima. Koji si offre quindi di fare da mentore a Boruto dopo che Sasuke è stato assorbito da uno dei Decacoda umanoidi. Possiede una tecnica di fuoco che crea fiamme abbastanza calde da annullare la rigenerazione di un avversario e può usare sia il jutsu di evocazione dei rospi che il Rasengan. È doppiato da Yūichi Nakamura
- Code ( コード?, Kōdo): È un inner Kara con il numero romano "VI" sulla faccia. Sembra avere una visione molto diversa delle cose dagli altri membri di Kara. Mentre gli altri cercano di ottenere potere per se stessi o cercano segretamente di fermare i piani di Isshiki, Code è sinceramente devoto a Isshiki, considerandolo come il suo dio, ed è così infuriato per il fatto che Naruto e gli altri hanno osato distruggerlo che decide di accantonare l'ultima richiesta di Isshiki che Code si dedichi a diventare un Otsutsuki al suo posto per concentrarsi invece sulla vendetta contro coloro che lo hanno ucciso. È stato sottoposto agli stessi esperimenti di Kawaki nel tentativo di renderlo un ricettacolo per Isshiki tramite un Karma, ma l'esperimento era difettoso a causa del fatto che il suo corpo era inadeguato. Code è un raro caso di una persona che è stata in grado di sopravvivere mantenendo un Karma Bianco, che al contrario di quello normale non ha le proprietà di sovrascrivere il DNA del suo portatore con il DNA di un Ōtsutsuki e non può assorbire le tecniche. Tuttavia, consentirebbe a Code di diventare un Ōtsutsuki dopo aver consumato un frutto del chakra, oltre a fornirgli una forza maggiore e l'esperienza di combattimento di Isshiki. Possiede anche la capacità unica di mescolare il suo chakra e il suo sangue per creare bande nere che aderiscono a qualsiasi cosa con cui entrano in contatto e agiscono come un portale personale che può attraversare, parzialmente o completamente, permettendogli di colpire da qualsiasi punto che le bande toccano. È doppiato da Junta Terashima.
- Delta (デ ル タ?, Deruta): una donna con un carattere distruttivo, il cui corpo modificato le permette di combattere alla pari contro Naruto quando tenta di recuperare Kawaki. Dopo che Naruto ha distrutto il suo corpo, il suo drone ritorna alla base di Kara e attiva un nuovo corpo. Quando Amado lascia l'organizzazione, disattiva il suo corpo, ma in seguito la riprogramma come alleata della Foglia. Dopo la defezione di Amado, viene rivelato che Delta è un clone difettoso della sua figlia defunta Akebi, con una personalità tutta sua. Porta un tatuaggio "I" sulla sua fronte. È doppiata da Houko Kuwashima
- Boro (ボロ?, Boro): Un membro di Kara che porta il numero romano "III" sulla faccia. È il capo di un culto dedicato alla venerazione degli Ōtsutsuki e dello Tsukuyomi Infinito. In realtà, usa il culto per rapire bambini adatti a diventare vessilli per Isshiki. Dopo che Naruto è stato portato via da Isshiki, Boro lo sorveglia. Il Team 7 si presenta per salvare Naruto, ma Boro rende il loro compito molto difficile. Sarada scopre il suo punto debole e distrugge lo strumento all'interno del suo corpo che lo guarisce. Boro perde il controllo e ferisce gravemente tutto il Team 7, prima che Momoshiki si risvegli all'interno del corpo di Boruto e assorba del chakra dall'inconscio Naruto e disintegri completamente Boro. È molto forte e potente nel combattimento corpo a corpo. Utilizza attacchi ninja basati su strumenti scientifici che disperdono nell'aria un virus simile alla nebbia e ha anche elevate capacità rigenerative. È doppiato da Kenta Miyake.
- Victor (ヴィクタ?, Vikuta): Un membro di Kara che porta il numero romano "V" sulla tempia sinistra. È a capo di una società di ricerca medica nel paese delle Valli in pubblico ed è stato incaricato del trasporto di Kawaki. Viene ucciso da Koji su ordine di Jigen. Ha una gamba protesica in seguito alla perdita del suo arto originale durante la Quarta Guerra Mondiale Ninja. Grazie all'ingegneria genetica, può sviluppare arti aggiuntivi per respingere più avversari da solo. È doppiato da Chō.
- Amado Sanzu ((三途アマド?, Sanzu Amado): Uno scienziato al servizio di Kara che ha aiutato a lungo Jigen nei suoi esperimenti per trasferire il Karma. È l'uomo responsabile delle modifiche applicate al corpo di Kawaki e Code e della creazione di Kashin, Delta (basata su sua figlia defunta, Akebi), Eida e Daemon. È l'unico del gruppo a non essere contrassegnato da un numero romano. In seguito si unisce a Konoha per essere protetto e aiutare a sconfiggere Isshiki. Ha fornito a Konoha numerose informazioni su Kara, i suoi membri, Isshiki, Karma e gli Otsutsuki nel loro complesso. Il suo obiettivo è far rivivere sua figlia, la quale soffriva di una malattia incurabile e ha deciso di unirsi a Jigen perché questi gli ha promesso di aiutarlo, e di conseguenza, scopre che può far rivivere sua figlia attraverso il Karma di Kawaki, il quale contiene anche informazioni su Akebi. Il suo obiettivo attuale è quello di inserire queste informazioni nel clone e ricreare sua figlia. Nella seconda parte, nonostante sia influenzato dall'"onnipotenza", non crede nei ricordi modificati ed è quindi consapevole che il Karma necessario per far rivivere Akebi appartenga a Kawaki. È doppiato da Akio Ohtsuka.
- Eida (エイダ?, Eida): una cyborg femmina e sorella maggiore di Daemon, creata da Amado per uccidere Jigen, possiede il Senrigan, un occhio che le permette di vedere ogni cosa accaduta nel mondo dal momento della sua nascita e la capacità far innamorare di lei tutti sulla Terra, tranne i membri del clan Ōtsutsuki e i loro vessilli. Durante l'attacco iniziale di Code a Naruto, Eida e Daemon attaccano Code, perché ha tentato di uccidere Kawaki (di cui Eida è innamorata) mentre stava proteggendo Naruto in quel momento. Poiché non esiste ancora un modo noto per resistere al suo fascino o contrastare l'abilità di Daemon, viene concesso loro asilo nel Villaggio della Foglia. La vera natura del suo potere è un uso minore inconscio della più grande tecnica esistente, chiamata "Onnipotenza". Momoshiki lo descrive come un potere che gli dei usavano per creare interi mondi in passato, ma il cui uso finora può manipolare solo le menti e le emozioni. Con Eida il suo desiderio di essere amata fa sì che tutti siano affascinati da lei, mentre quando Kawaki invoca il potere in lei attraverso i suoi stessi desideri, l'effetto fa sì che tutti che li conoscano si vedano riscrivere i loro ricordi per far in modo che Boruto e Kawaki si scambino di posto nella loro mente (tutti credono che Kawaki sia il figlio primogenito di Naruto mentre Boruto sia un estraneo che Naruto ha adottato nella sua famiglia). Questo effetto è così forte che anche quando qualcuno nota delle discrepanze tra i falsi ricordi e la realtà, la sua mente cerca di spazzarli via. Ci sono alcuni che sono immuni a questo effetto mentale, vale a dire gli Otsutsuki o persone biologicamente simili a loro, così come alcuni altri casi (Sarada e Sumire) che non sono stati ancora spiegati. Solo qualcuno che ha asceso alla divinità può effettivamente controllare questo potere, ecco perché Eida non può controllarlo e lo usa in modo relativamente debole. È doppiata da Kana Hanazawa nell'anime.
- Daemon (ダイモン?, Daimon): un bambino cyborg e fratellino di Eida, creato da Amado come arma contro Jigen. Ha la capacità di riflettere l'attacco di un avversario su di loro o su qualcun altro, a condizione che li tocchi mentre attaccano. Durante l'attacco iniziale di Code a Naruto, Eida e Daemon attaccano Code, perché ha tentato di uccidere Kawaki mentre stava proteggendo Naruto in quel momento. Poiché non esiste ancora un modo noto per resistere al fascino di Eida o contrastare la sua abilità, viene concesso loro asilo nel Villaggio della Foglia. È doppiato da Yumiri Hanamori nell'anime.
- Bug (バグ?, Bagu): Outer di Kara sotto il comando di Boro, viene in seguito costretto a mettersi al servizio di Code dopo il crollo di Kara. Tuttavia, non è molto disposto a lavorare per Code, che deve minacciarlo per assicurarsi la sua obbedienza. Come Amado, è un tecnico esperto ma non un combattente. Le sue capacità tecniche sono il motivo per cui Code lo ha reclutato. Viene in seguito assorbito da uno dei Decacoda umanoidi, dando vita a Mamushi.

## Alberi Divini
Antagonisti principali della seconda parte del manga, sono esseri creati da Code dividendo il Decacoda affidatogli da Isshiki in esseri più piccoli per servire come il suo esercito personale. Ma le creature iniziano ad attaccare le persone per assorbire il loro chakra e a trasmetterlo al corpo principale, facendo sì che sviluppi una coscienza e si divida in un gruppo di esseri somiglianti a coloro il cui chakra è stato assorbito dai cloni. Gli Alberi Divini spiegano che si sono evoluti oltre il loro bisogno di nutrirsi di un Ōtsutsuki per maturare completamente, cercando invece la conoscenza predando i cari di coloro a cui assomigliano. Possiedono varie abilità, tra cui il volo, la trasformazione dei loro arti, una forza e una velocità immense, una guarigione accelerata e possono replicare le stesse tecniche e abilità delle persone su cui si basano, oltre a possedere il Rinnegan e l'Arte del Legno. 
- Jūra (十羅?): Il leader del gruppo, composto e solidale, che ha scelto la Forza Portante della Volpe a Nove Code come sua preda, supponendo che fosse Naruto prima di incontrare Himawari, scegliendo poi la ragazza come sua preda. A differenza degli altri Alberi Divini che si basano su individui intrappolati negli alberi, lui è l'incarnazione diretta del cercoterio. Mostra un particolare interesse per la cultura umana, in particolare per la lettura dei libri. Ha dimostrato di saper usare la Teriosfera, sotto forma di una variante molto più piccola, ma con un alto potenziale di penetrazione, che gli consente di colpire le persone anche da molto lontano.
- Hidari (左?): Un Albero Divino che ha assunto l'aspetto e i manierismi di Sasuke, ha scelto Sarada come sua preda. In netto contrasto con il suo modello, Hidari non sembra avere una piena comprensione di come funzionano le cose attorno a lui. Può usare le stesse tecniche di Sasuke, tra cui il Chidori, e dimostra la capacità di trasformare il suo braccio destro in un'arma simile a una lama, rispecchiando il modo in cui Sasuke usa la spada.
- Matsuri (祭?): Un Albero Divino che ha assunto l'aspetto e i manierismi di Moegi, ha scelto Konohamaru come sua preda. È l'unico Albero Divino finora ad essere nato da un personaggio femminile. È attratta da Konohamaru, anche se non capisce perché si senta così. Koji, tramite Shikamaru, intende sfruttare questo fatto facendo in modo che Konohamaru giochi come parte di un piano per neutralizzarla.
- Mamushi (虫マム?): Un Albero Divino che ha assunto l'aspetto di un outer Kara di nome Bug, ha scelto Eida come sua preda, ma non prima di essersi preso il tempo per farle sapere che è ben consapevole che lei li sta osservando, cosa che in realtà spaventa Eida. Non è ancora chiaro se anche gli altri Alberi Divini abbiano questa capacità o meno. Può trasformare il suo braccio in una gigantesca bocca.
- Ryu (粒リュウ?): Un Albero Divino che ha assunto l'aspetto di Shinki, ha scelto Gaara come sua preda. Può usare l'arte del magnetismo e la sabbia ferrea del suo modello. Nonostante sia stato creato di recente, scopre subito il piano dei nemici di ingannarlo e piazza segretamente la sua Sabbia di Ferro su tutti loro per sottometterli quando cercano di prenderla.

## Altri personaggi
Shinki (シンキ?)
Doppiato da: Yuto Uemura
È un giovane ninja del Villaggio della Sabbia (砂隠れの里?, Sunagakure no Sato, Villaggio nascosto della Sabbia) che prende parte all'esame dei chunin con la sua squadra. È il figlio adottivo di Gaara. Durante l'attacco degli alberi Divini al villaggio, sigilla Gaara in una barriera protettiva per essere poi assorbito da uno dei Decacoda umanoidi. La barriera può essere rimossa solo da Shinki e rimarrà finché lui sarà in vita (e impedirà anche a Gaara di morire per le sue ferite). Sfortunatamente, il suo clone dell'Albero Divino, Ryu, poiché è nato dal chakra di Shinki, ha ereditato la capacità di smantellare la barriera e cerca di consumare Gaara. Shinki è un ninja marionettista e unisce questa abilità con l'Arte del Magnetismo (磁遁?, Jiton), la quale gli consente di controllare una sabbia nera, probabilmente come il Terzo Kazekage. Indossa a tale scopo un mantello fatto di sabbia di ferro, che può essere esteso per soddisfare vari scopi.
Araya (シンキ?)
Doppiato da: Junji Iki
Un genin del Villaggio della Sabbia che partecipa agli esami per diventare chunin insieme al suo team, composto da lui, Shinki e Yodo. Affronta Inojin nel terzo turno degli esami. È un abile spadaccino che brandisce una spada lunga in battaglia. Dal suo periodo con Shinki, ha sviluppato una tecnica che incorpora la Sabbia di Ferro per migliorare i suoi colpi di spada.
Yodo (シンキ?)
Doppiata da: Aoi Inase
Una genin di sesso femminile del Villaggio della Sabbia che partecipa agli esami per diventare chunin con la sua squadra, composta da Shinki e Araya. Non parla molto e ha una personalità competitiva e fredda, ma ha anche un forte legame con Shinki e Araya. Affronta Shikadai nel terzo turno degli esami. La sua tecnica principale le consente di usare i capelli come mezzo per lanciare un'onda tagliente di aria e suono contro il nemico.
Tentō Madoka (まどかテントウ?, Madoka Tentō)
Doppiato da: Azusa Tadokoro
Figlio del Daimyo (大名?, Daimyō, lett. "Grande Nome") del Paese del Fuoco (火の国?, Hi no Kuni) Ikkyū Madoka (まどかイッキュウ?, Madoka Ikkyū) è un ragazzino che come Boruto colleziona le carte del gioco Extreme: Shinobi Picture Scrolls  (激・忍絵巻?,  Geki: Shinobi Emaki); viene messo sotto protezione del figlio dell'Hokage perché nelle mire dei Mujina, un gruppo di banditi e da quest'ultimo impara i rudimenti dell'arte ninja, divenendo molto meno fastidioso e pieno di sé. Viene comunque rapito da Shojoji, capo dei Mujina, che ha preso l'aspetto di Yamaoka, il suo maggiordomo, ma sarà salvato da Boruto assieme al quale sconfiggerà il capo dei banditi.
Shojoji (ショジョジ ?, Shojoji)
Doppiato da: Takayasu Usui
Conosciuto anche come Shojoji dei cloni cadavere ( 屍分身のショジョジ?, Shikabane Bunshin no Shojoji) è un Ninja Traditore (抜け忍?, Nukenin) a capo di una banda di predoni denominata Mujina. È obeso e ama mangiare esseri umani, motivo per cui si ritiene essere superiore ad essi; si ritiene un ninja alla pari dei Tre Ninja Leggendari (伝説の三忍?, Densetsu no Sannin) e si irrita molto quando viene a sapere di non essere su nessuna delle carte di Extreme: Shinobi Picture Scrolls . Dopo l'arco di Momoshiki assieme ad una squadra di tre uomini si introduce alla banca del Villaggio della Foglia dove ruba un misterioso oggetto. In seguito prende l'identità di Yamaoka, il maggiordomo del Daimyo, rapendo Tentō e chiedendo come riscatto 500 milioni di Ryo e la liberazione dei prigionieri nel castello Hozuki. Viene sconfitto da Boruto è Tentō. È abile con l'Arte del Vento (風遁?, Fūton) e possiede inoltre una tecnica con cui riesce a trasformarsi nelle persone di cui si ciba, cosa che gli ha fatto guadagnare il suo epiteto.